# (18398) Bregenz
(18398) Bregenz (1992 SQ23) – planetoida z grupy przecinających orbitę Marsa okrążająca Słońce w ciągu 3,51 lat w średniej odległości 2,31 j.a. Odkryta 23 września 1992 roku.